# 扇ガ谷
扇ガ谷（おうぎがやつ）は、神奈川県鎌倉市鎌倉地域にある町丁。現行行政地名は扇ガ谷一丁目から扇ガ谷四丁目。郵便番号は248-0011。扇ヶ谷・扇ケ谷・扇が谷・扇谷とも書く。
かつては相模国（廃藩置県後は神奈川県）鎌倉郡に所属し、扇ヶ谷村と呼ばれていたが、明治22年（1889年）に鎌倉郡7番組9ヶ村が合併するに伴って東鎌倉村の大字となった。その後、周辺市町村との合併統合を経て鎌倉市の大字となり今に至る。

## 地誌
扇ガ谷はJR横須賀線の鎌倉駅から北鎌倉駅間の線路沿いの山際一帯の地名である。東を雪ノ下、西を佐助、南を御成町・小町、北を山ノ内と接し、飯盛山、源氏山（初名は武庫山、このほか亀谷山とも呼ぶ）などの丘陵が周辺を囲み、中心部谷戸にある亀ヶ谷坂を経て北鎌倉方面とつながる。地域内を扇川と呼ばれる小さな小川が横須賀線に沿って流れる。地名の由来は、鎌倉十井の一つ「扇の井」（現在の扇ガ谷3丁目）に因んだもので、扇ヶ谷は上杉定正の旧邸で英勝寺の地で、亀ヶ谷（かめがやつ）の地内の一地名とある（新編相模国風土記、新編鎌倉志）。もともとこの地は亀谷と呼ばれ、鎌倉幕府の記録書である『吾妻鏡』には亀谷（亀ヶ谷）の地名のみ登場（初見は治承4年(1180年)10月7日）し扇ヶ谷は出てこない。亀ヶ谷は鶴ヶ岡に対する対語、もしくは谷戸の中心部にある亀ヶ谷坂（『亀がひっくり返るほど急な坂』の『亀返り坂』の転訛という説）に由来すると云われ、この地は源家父祖伝来の地であった。源頼朝は鎌倉に入るとまず父・義朝を偲んで義朝邸があった亀ヶ谷を訪れ、後にここに北条政子が亀谷山寿福寺を建立した。扇ヶ谷の地名は室町時代にこの地に住んだ上杉定正が『扇谷殿』と称されてから扇ガ谷の地名が一般的になり、亀ヶ谷の呼び名は廃れた。
扇ヶ谷自体で谷戸となっているが、扇ヶ谷を取り巻く山々は入り組んだ地形を持ち、地域全体には支谷が多い。泉ヶ谷、清水ヶ谷、清涼寺ヶ谷、藤ヶ谷、多宝寺ヶ谷など多数の谷戸の総称として亀ヶ谷や扇ヶ谷は呼ばれている。現在は横須賀線によって地域は東西に分断されている。

## 地価
住宅地の地価は、2023年（令和5年）1月1日の公示地価によれば、扇ガ谷1-1-5の地点で45万7000円/m2となっている。

## 世帯数と人口
2023年（令和5年）9月1日現在（鎌倉市発表）の世帯数と人口は以下の通りである。
| 丁目         | 世帯数  | 人口    |
| ------------ | ------- | ------- |
| 扇ガ谷一丁目 | 210世帯 | 384人   |
| 扇ガ谷二丁目 | 159世帯 | 371人   |
| 扇ガ谷三丁目 | 127世帯 | 297人   |
| 扇ガ谷四丁目 | 279世帯 | 596人   |
| 計           | 775世帯 | 1,648人 |

### 人口の変遷
国勢調査による人口の推移。
| 年                 | 人口  |
| ------------------ | ----- |
| 1995年（平成7年）  | 1,810 |
| 2000年（平成12年） | 1,779 |
| 2005年（平成17年） | 1,788 |
| 2010年（平成22年） | 1,746 |
| 2015年（平成27年） | 1,708 |
| 2020年（令和2年）  | 1,685 |

### 世帯数の変遷
国勢調査による世帯数の推移。
| 年                 | 世帯数 |
| ------------------ | ------ |
| 1995年（平成7年）  | 693    |
| 2000年（平成12年） | 729    |
| 2005年（平成17年） | 788    |
| 2010年（平成22年） | 752    |
| 2015年（平成27年） | 745    |
| 2020年（令和2年）  | 782    |

## 学区
市立小・中学校に通う場合、学区は以下の通りとなる（2017年7月時点）。
| 丁目         | 番地 | 小学校             | 中学校             |
| ------------ | ---- | ------------------ | ------------------ |
| 扇ガ谷一丁目 | 全域 | 鎌倉市立御成小学校 | 鎌倉市立御成中学校 |
| 扇ガ谷二丁目 | 全域 | 鎌倉市立御成小学校 | 鎌倉市立御成中学校 |
| 扇ガ谷三丁目 | 全域 | 鎌倉市立御成小学校 | 鎌倉市立御成中学校 |
| 扇ガ谷四丁目 | 全域 | 鎌倉市立御成小学校 | 鎌倉市立御成中学校 |

## 事業所
2021年（令和3年）現在の経済センサス調査による事業所数と従業員数は以下の通りである。
| 丁目         | 事業所数  | 従業員数 |
| ------------ | --------- | -------- |
| 扇ガ谷一丁目 | 73事業所  | 275人    |
| 扇ガ谷二丁目 | 15事業所  | 33人     |
| 扇ガ谷三丁目 | 4事業所   | 34人     |
| 扇ガ谷四丁目 | 17事業所  | 99人     |
| 計           | 109事業所 | 441人    |

### 事業者数の変遷
経済センサスによる事業所数の推移。
| 年                 | 事業者数 |
| ------------------ | -------- |
| 2016年（平成28年） | 87       |
| 2021年（令和3年）  | 109      |

### 従業員数の変遷
経済センサスによる従業員数の推移。
| 年                 | 従業員数 |
| ------------------ | -------- |
| 2016年（平成28年） | 409      |
| 2021年（令和3年）  | 441      |

## 寺社・旧跡
もともと現在の寿福寺のある付近は源頼義以降、源家が鎌倉に持った屋敷の跡であり、源義朝や源義平もこの地に住んだという。また、こうしたことから記録によれば扇ヶ谷には鎌倉幕府の要人たちが多く住んだ。このため地域内には寺社や旧跡が多い。
- 泉の井 ： 泉ヶ谷の奥にある。鎌倉十井の一つ[18]。この井戸のある谷戸は泉ヶ谷の名前があり、浄光明寺がある。谷戸の先より山中の古道は鶴岡八幡宮裏の青梅聖天堂の山道につながる。
- 岩船地蔵堂 ： 源頼朝の長女大姫を弔う地蔵尊が祀られている。なお、頼朝の次女三幡姫も「亀谷」の地に葬られているという。亀ヶ谷坂から扇ヶ谷に下りてきて海蔵寺へ向かう道との合流点に位置する。
- 英勝寺 ： 浄土宗。扇谷上杉家の家臣太田道灌の屋敷跡。現在では鎌倉唯一の尼寺。
- 海蔵寺 ： 臨済宗。寺門前には鎌倉十井の一つ「底抜けの井」、山内に「十六の井」がある。
- 亀ヶ谷坂切通し ： 扇ヶ谷と北鎌倉を結ぶ。鎌倉七切通しの一つ。中腹に六地蔵が祀られている。扇ヶ谷側に薬王寺、北鎌倉側には長寿寺がある。
- 寿福寺 ： 臨済宗で、鎌倉五山の三位。岡崎義実という武士が主君である源義朝を弔うためにたてた亀谷堂の地に、北条政子が建立した。
- 浄光明寺 ： 支谷の泉ヶ谷にある。寺の前には「藤谷黄門遺蹟」（冷泉為相の屋敷跡）の旧跡碑が建つ。冷泉為相の墓、網引き地蔵があり、本尊の阿弥陀三尊像は土紋を残す国の重要文化財。
- 妙傳寺 ： 浄光明寺の東・多宝寺ヶ谷にあった真言律宗の扇谷山多宝寺（忍性菩薩開山）旧跡にある日蓮宗寺院。昭和49年（1974年）に東京都文京区白山から移転。
- 相馬師常の墓 ： 相馬師常の墓と伝えられるやぐら。
- 多宝寺跡やぐら群 ： 多宝寺ヶ谷の山頂付近に密集するやぐら群。覚賢塔と称する326cmの大五輪塔を中心に広がる。多宝寺はこの地にあった律宗の寺。
- 八坂神社 ： 扇ヶ谷の鎮守。正式名称は「八坂大神」で、銭洗弁財天宇賀福神社は末社であった。明治の神仏分離令までは牛頭天王を祀り「相馬天王」と称していた。
- 薬王寺 ： 釈迦牟尼仏を本尊とする日蓮宗の寺。

## 屋敷街
室町時代に上杉定正の屋敷があり、定正は「扇ヶ谷殿」と呼ばれていた。近代になって、政財界人の別荘地として人気になり、三菱の創業者・岩崎家などの屋敷が建った。2004年には、旺文社創業者の赤尾好夫が設立したセンチュリー文化財団の館長宅を建設するに当たり、無量寺跡と思われる遺跡の調査が行なわれた。2012年に同財団が15億円の助成金と土地約2500坪を市に寄付し、隣接する赤尾家の別の土地約2000坪を市が購入する形で、世界遺産関連施設の建設計画が進められた。政府が世界文化遺産登録への推薦を取り下げたために計画が変更され、2017年に鎌倉歴史文化交流館として開館した。

## 著名な住民
- 源義朝[24]
- 太田道灌[25]
- 佐々木泰清[25]
- 英勝院
- 西田幾多郎 - 1932年から1年ほど[26]。
- 荻原井泉水 - 一時期
- 太田水穂 - 1939年から1955年に没するまで。
- 里見弴 - 1953年から94歳で亡くなるまで[27]。
- 小林秀雄 - 一時期
- 四賀光子
- 島木健作 - 一時期
- 竹山道雄 - 一時期
- 立原正秋 - 一時期
- 中原中也
- 柳美里

## その他

### 日本郵便
- 郵便番号 : 248-0011[3]（集配局 : 鎌倉郵便局[28]）。

## 関連文献
- 河井恒久 等 編「巻之四 相馬天王祠」『新編鎌倉志』 第5冊、大日本地誌大系刊行会〈大日本地誌大系〉、1915年、90頁。NDLJP:952770/60。 - 相馬師常の祠